# Еловка (Смоленская область)
Еловка — Деревня в Дорогобужском районе Смоленской области России. Входит в состав Алексинского сельского поселения.
Население — 56 жителей (2007 год).
Расположена в центральной части области в 13 км к юго-востоку от Дорогобужа, в 14 км восточнее автодороги Р137 Сафоново — Рославль, на берегу реки Рясна. В 32 км южнее от деревни находится железнодорожная станция Жегловка на линии Смоленск-Сухиничи.

## История
В годы Великой Отечественной войны деревня была оккупирована гитлеровскими войсками в октябре 1941 года, освобождена в сентябре 1943 года.